# Louis Jules Trochu
Louis Jules Trochu (n. 12 martie 1815 - d. 7 octombrie 1896) a fost un militar și politician francez, președinte al Guvernului Apărării Naționale, în timpul războiului Franco-Prusac din 1870 - 1871.

## Biografie
Louis Jules Trochu sa născut pe insula Belle-Île-en-Mer. A participat la cucerirea Algeriei, Războiul Crimeei. În calitate de general, comandant de divizie a luat parte la al Doilea Război Italian de Independență. La începutul razboiului contra Prusiei a fost numit numit comandant al Parisului. După ce a primit vestea despre înfrângerea dezastruoasă a armatei franceze la Sedan și începutul Revoluției a preluat conducerea guvernului francez. A încercat să organizeze apărarea țării împotriva prusacilor. În condițiile unei înfrângeri iminente (după armistițiul de la 28 ianuarie), în februarie 1871, Trochu a demisionat.